# Биггерстафф, Шон
Шон Биггерстафф (англ. Sean Biggerstaff, родился 15 марта 1983 года в Глазго, Шотландия, Великобритания) — британский актёр, наиболее известный по ролям Оливера Вуда в серии фильмов о Гарри Поттере, Бена Уиллиса в короткометражной и полнометражной версиях фильма «Возврат» и Джереми Вулфендена в телефильме «По взаимному согласию», за которую он был удостоен шотландской премии «BAFTA» в номинации «Лучший актёр».

## Биография
Шон Биггерстафф родился в Шотландии, в городе Глазго, а вырос в Мэрихилл. Он учился в Parkview Primary School в Саммерстоне, где в семь лет вступил в местную группу драмы, в театре юного зрителя Мэрихилл.

## Карьера
В 10 лет Биггерстафф получил свою первую главную роль сына Макдаффа в пьесе «Макбет» в Tron Theatre в Глазго.Позднее он начал играть в шотландском театре юного зрителя в течение шести лет. В 1996 году в 13 лет Шон впервые появился на телеэкране в роли юного Даррена в производстве ББС The Crow Road.
В 14 лет прошел кастинг в фильм «Зимний гость», где сыграл роль Тома. В 2002 году Биггерстафф прокомментировал это так: «Во время работы в шотландском театре юного зрителя меня отобрали в фильм „Зимний гость“. Алан Рикман искал двух мальчиков, которые бы составили ему компанию в самом холодном месте на земле в течение двух месяцев, чтобы снять фильм. Я и Дуглас Мерфи оказались счастливцами». Позднее Алан Рикман порекомендовал Шона лондонскому актерскому агентству ICM Partners во время кастинга фильма «Гарри Поттер». Режиссеры предложили Биггерстаффу роль Оливера Вуда. После прочтения сценария, он согласился и сыграл Оливера в первых двух фильмах, и в эпизоде последней части.
После фильмов о Гарри Поттере, Шон сыграл такие роли как Генри Стюарт, герцог Глостерский в сериале «Последний король», Мэтт в театральной постановке The Girl With Red Hair и Бен Уиллис в фильме «Возврат».
В 2007 году Шон сыграл роль Джереми Вулфендена в драме «По взаимному согласию», которая была номинирована на премию BAFTA Scotland как лучшая драма, а сам Биггерстафф победил в номинации «лучший актер телевидения».
В 2015 году сыграл в фильме Whisky Galore!.

## Фильмография
| Год  | Название                            | Роль              | Заметки          |
| ---- | ----------------------------------- | ----------------- | ---------------- |
| 1997 | Зимний гость                        | Том               |                  |
| 2001 | Гарри Поттер и философский камень   | Оливер Вуд        |                  |
| 2002 | Гарри Поттер и тайная комната       | Оливер Вуд        |                  |
| 2003 | Последний король                    | Генри Стюарт      | мини-сериал      |
| 2004 | Возврат                             | Бен Уиллис        | короткометражный |
| 2006 | Возврат                             | Бен Уиллис        | полнометражный   |
| 2007 | По взаимному согласию               | Джереми Вулфенден |                  |
| 2009 | Мисс Марпл Агаты Кристи             | Бобби Эттфилд     | в 1 серии        |
| 2009 | Крест на карте                      | Пол               | короткометражный |
| 2009 | Закон Гарроу                        | Том               | в 1 серии        |
| 2010 | Хиппи Хиппи Шейк                    |                   |                  |
| 2011 | Гарри Поттер и Дары Смерти. Часть 2 | Оливер Вуд        |                  |